# Offerworp

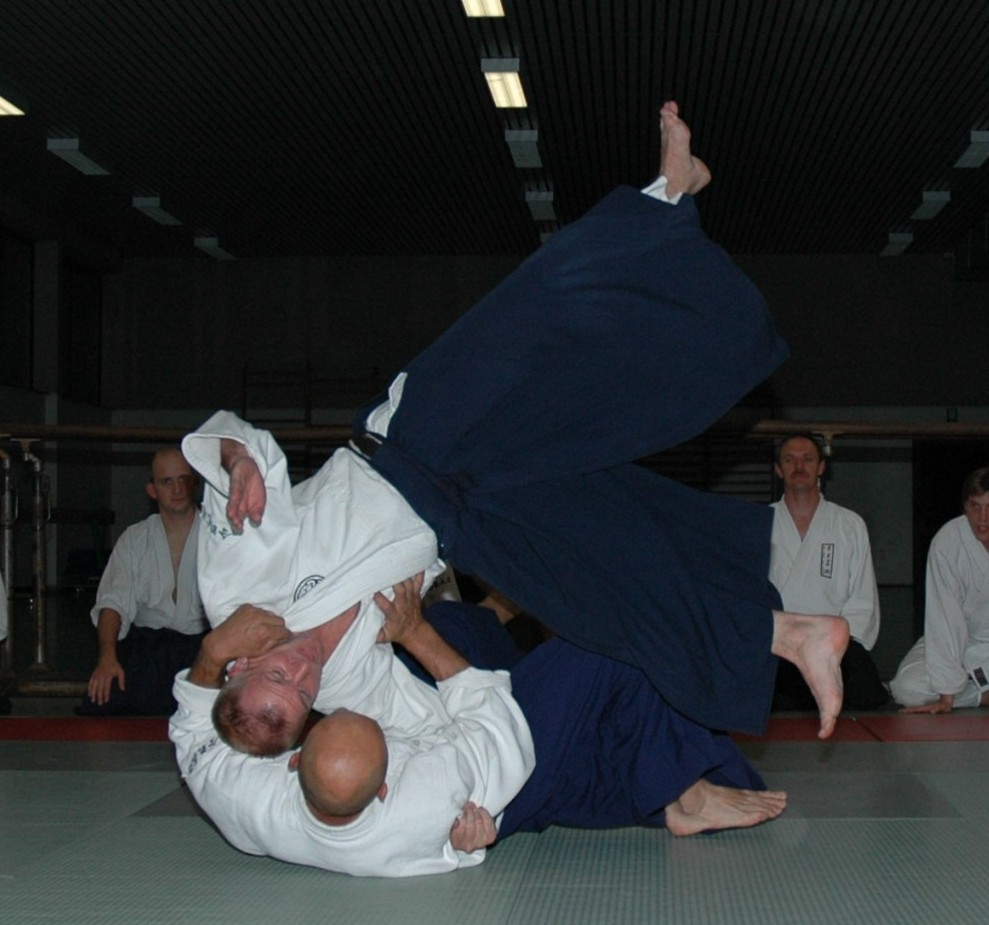
Sutemi

De offerworpen (Japans: sutemi waza, een offerworp is een sutemi) zijn een verzameling technieken die gebruikt worden bij zelfverdedigingskunsten als  jiujitsu en  aikibudo en vechtsporten als judo. Zij maken deel uit van de nage-waza oftewel de werptechnieken.
De naam van de offerworp is gebaseerd op het feit, dat degene die een dergelijke worp aanlegt zich laat vallen, en het eigen lichaam op deze manier als het ware 'offert'. De benedenwaartse beweging wordt gebruikt om het lichaam van de ander te werpen.
De techniek wordt doorgaans aangeleerd in een wat gevorderd stadium. Uke, de persoon die de techniek ondergaat, moet vaardig zijn in het valbreken, zowel de voorwaartse val met doorrollen, als de achterwaartse val, maar in feite kan hij of zij op allerlei manieren vallen. Degene die de worp toepast, tori, moet dit met zorg doen, aangezien de val van uke zeer gevaarlijk kan zijn, als deze bijvoorbeeld op het hoofd neerkomt, wat dan ook voorkomen dient te worden. Ruwweg worden twee soorten offerworptechnieken onderscheiden, de achterwaartse (ma sutemi waza) en de zijwaartse (yoko sutemi waza).
Hieronder worden slechts enkele voorbeelden van offerworpen genoemd.

## Tomoe nage
Bij een eenvoudige offerworp, de tomoe nage, grijpt tori, die de worp toepast, de aanvaller (uke) stevig vast, brengt deze uit balans in voor uke voorwaartse richting, zet met een gebogen knie een voet in de liesplooi van uke, en laat zich achterwaarts vallen, met het eigen gewicht het lichaam van uke meenemend, en met de voet dit lichaam in de werprichting afzettend. Uke valt voorover, en zal doorgaans doorrollen omdat er veel energie moet worden geneutraliseerd. De tomoe nage kent ook een zijwaartse variant de yoko tomoe nage. Hierbij zal uke zijwaarts moeten afslaan om de energie te neutraliseren

## Vliegende schaar
De vliegende schaar of kani basami ziet er voor veel mensen spectaculair uit. Tori vormt met twee benen een schaar om het lichaam van de rechtop staande uke heen, en gebruikt hiermee een hefboomwerking, zodat het lichaam van uke achterwaarts valt. Het bovenlichaam van uke beweegt hierbij achterwaarts naar beneden, terwijl het onderlichaam gelijktijdig met het andere been omhooggewerkt wordt. Uke kan zeer hard op bijvoorbeeld het achterhoofd vallen, en correct achterwaarts valbreken is derhalve essentieel.
Deze worp is verbannen uit het judo aangezien de kans op zware knieletsels en letsel aan nek en ruggenwervels bij uke veel te groot is bij een niet correcte uitvoering van de worp. Internationaal is unaniem besloten om deze worp niet meer aan te leren of toe te passen. Wanneer het op competitie toch gebeurt, wordt tori onmiddellijk gediskwalificeerd en uit het toernooi gezet. Na enkele ernstige ongelukken op internationale toernooien (waar één atleet zelfs verlamd zou zijn geworden) heeft de IJF besloten om deze worp te verbieden. Voor jui jitsuka's is deze techniek legitiem tijdens een examen, als zelfverdedigingstechniek en tijdens het sparren (mits de sparpartner van een bepaald niveau is en kan valbreken).